# Magna Dea
Magna Dea é latim para "Grande Deusa" e pode se referir a qualquer deusa principal adorada durante a República Romana ou Império Romano. Magna Dea poderia ser aplicado a uma deusa na cabeça de um panteão, como Juno ou Minerva, ou uma deusa adorada monoteisticamente. O termo foi usado em hinos para várias deusas, incluindo Cibele. O termo "Grande Deusa" em si pode se referir a uma deusa-mãe nas religiões neopagãs e wiccanas contemporâneas.